# ブラチスラヴァ＝ペトルジャルカ駅
座標: 北緯48度07分18秒 東経17度05分58秒 / 北緯48.12167度 東経17.09944度

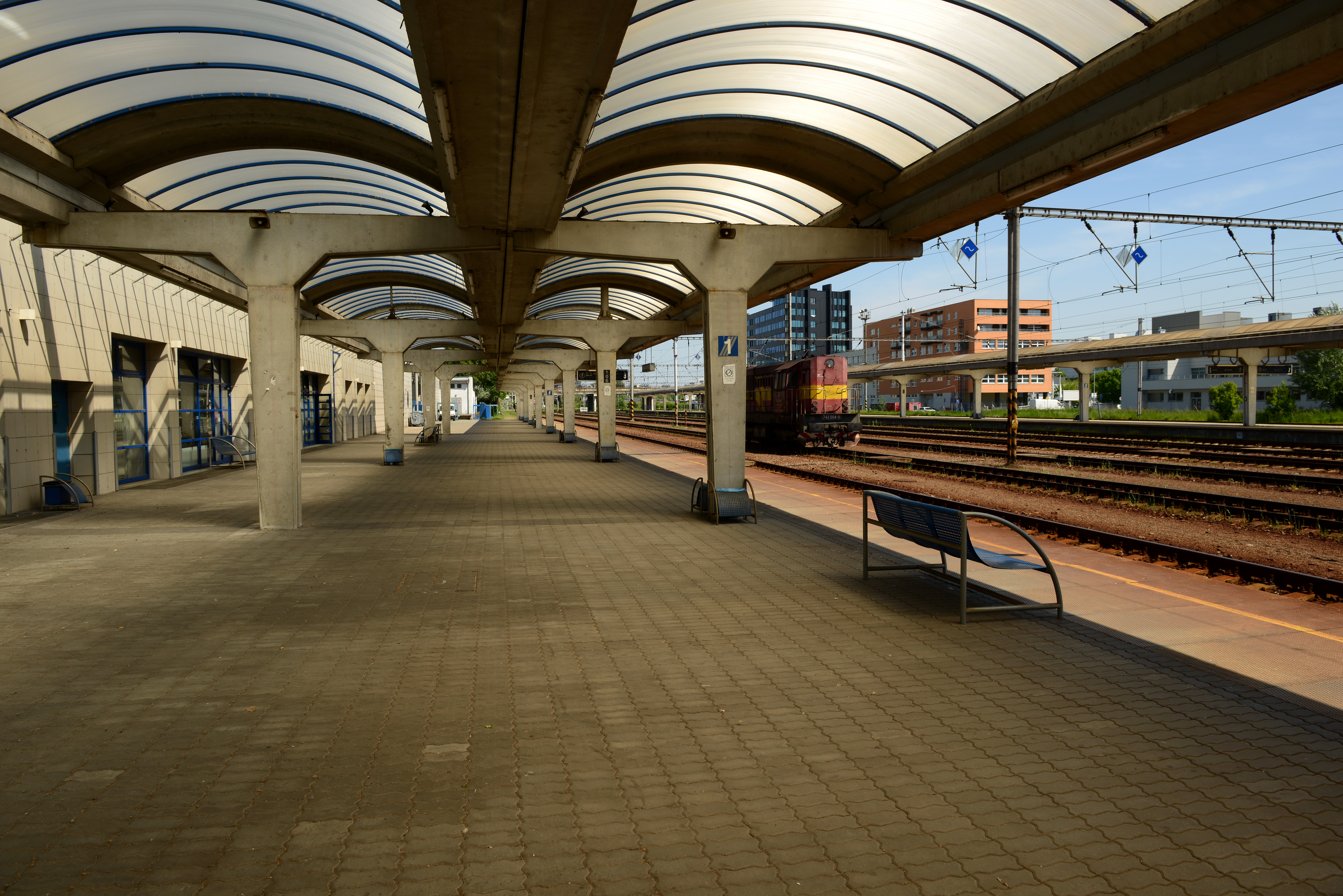

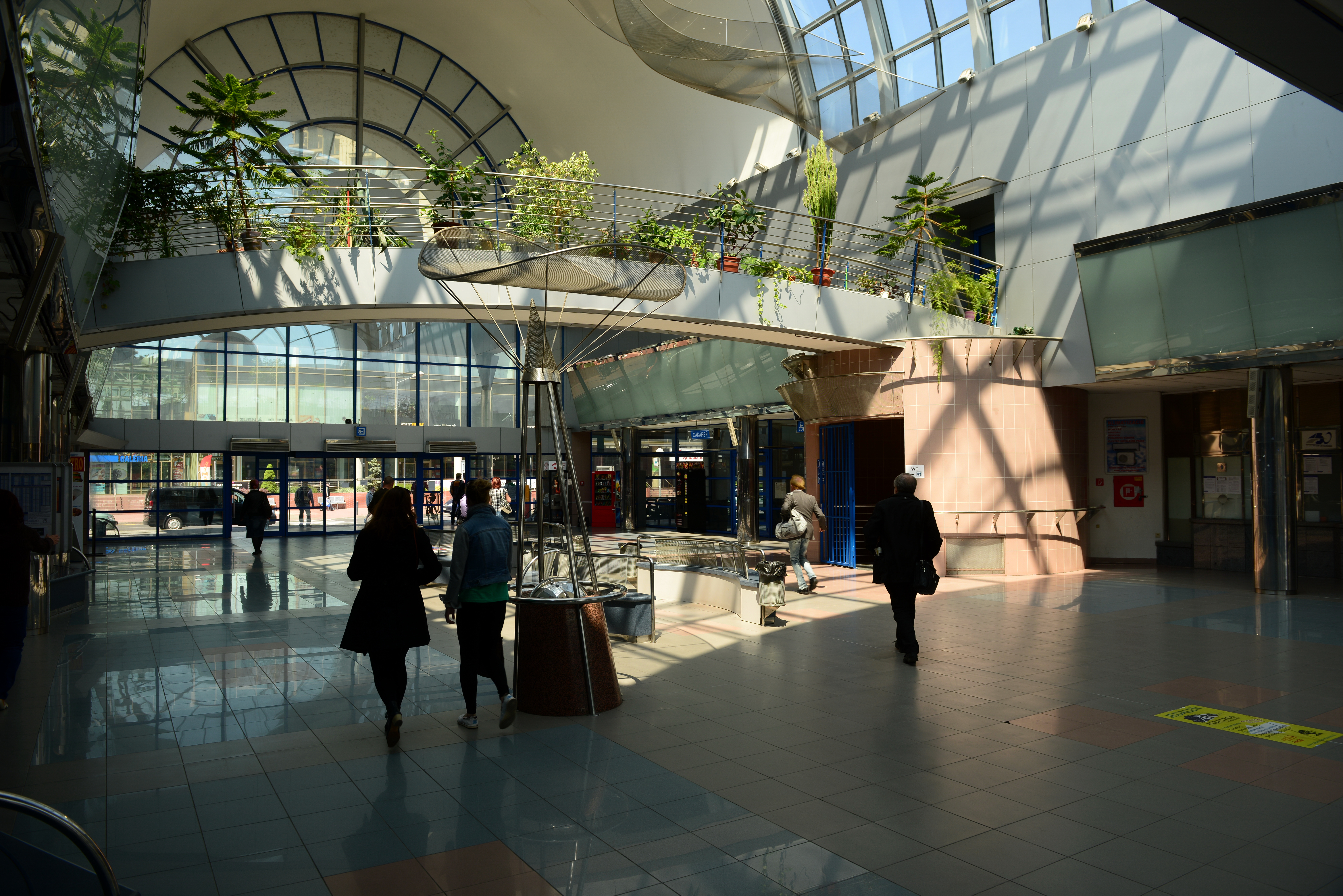

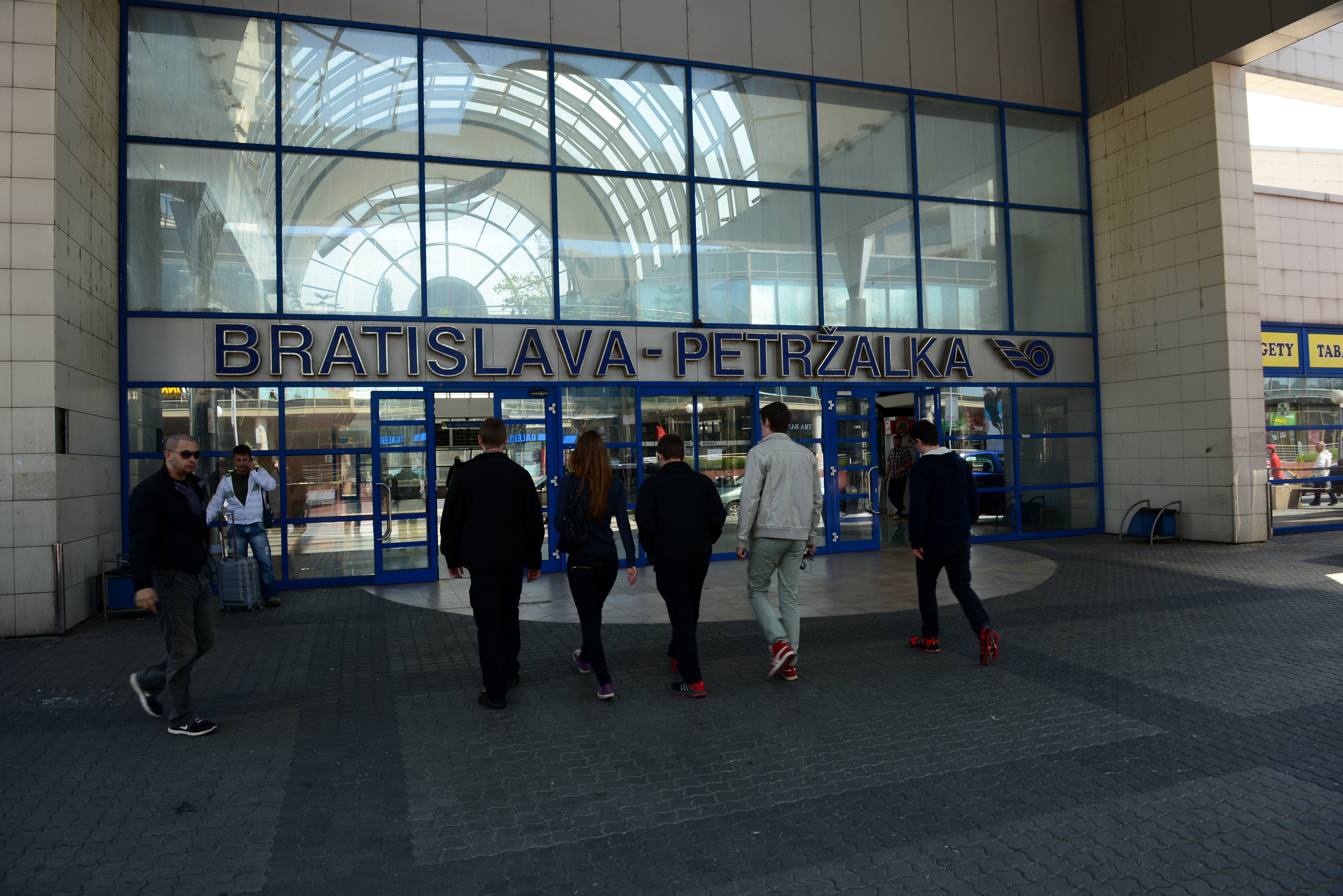

ブラチスラヴァ＝ペトルジャルカ鉄道駅（スロバキア語: Železničná stanica Bratislava-Petržalka）はスロバキアの首都ブラチスラヴァ市にある主要鉄道駅である。オーストリア、ハンガリー方面行き国際列車の始発駅。かつてはポーランド、チェコ方面行き国際列車や国内列車も発着していたが、2011年以降定期列車は運行されていない。

## 概要

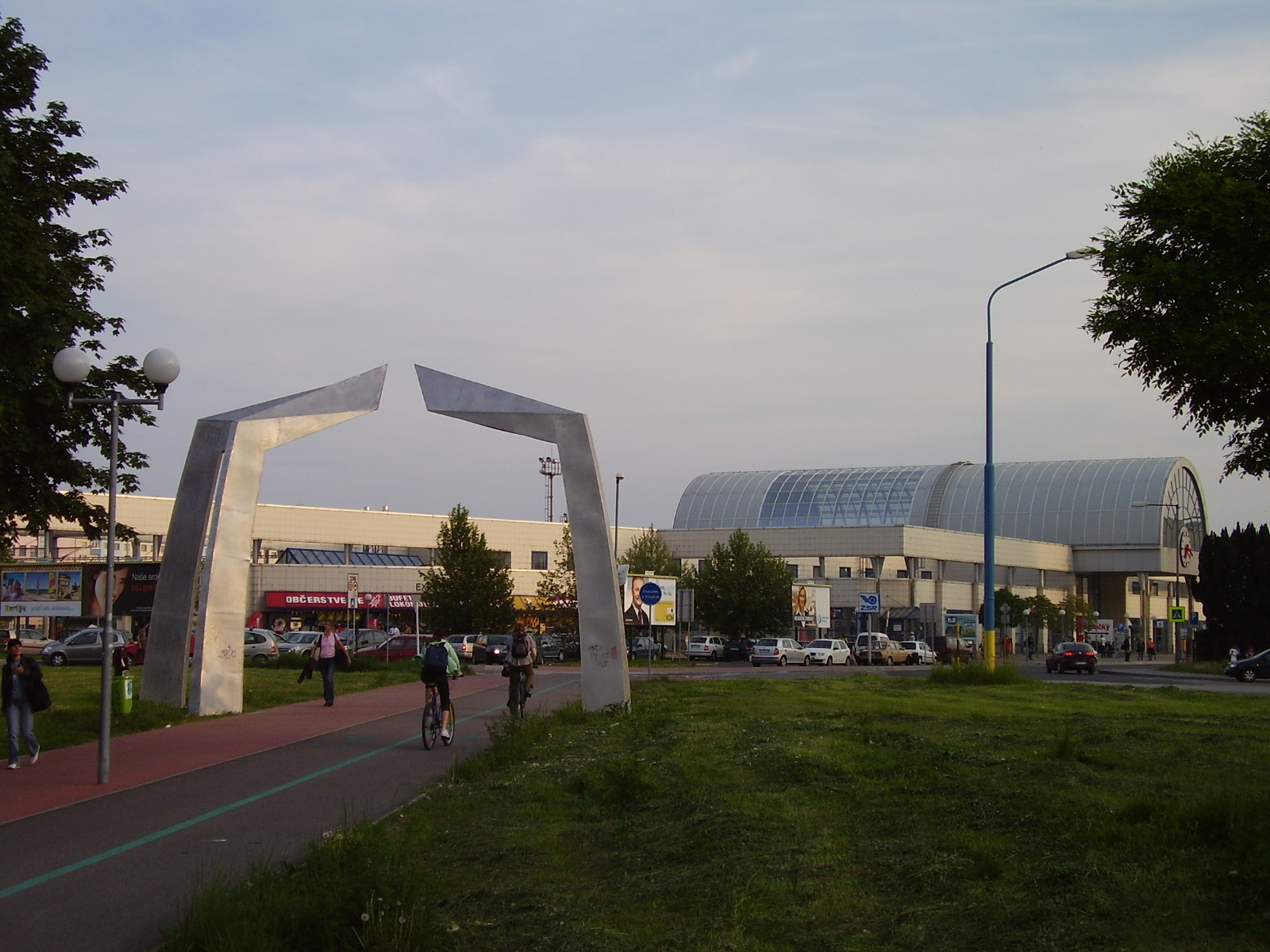
2001年に完成した現駅舎。手前はペトルジャルカ遊歩道の起点

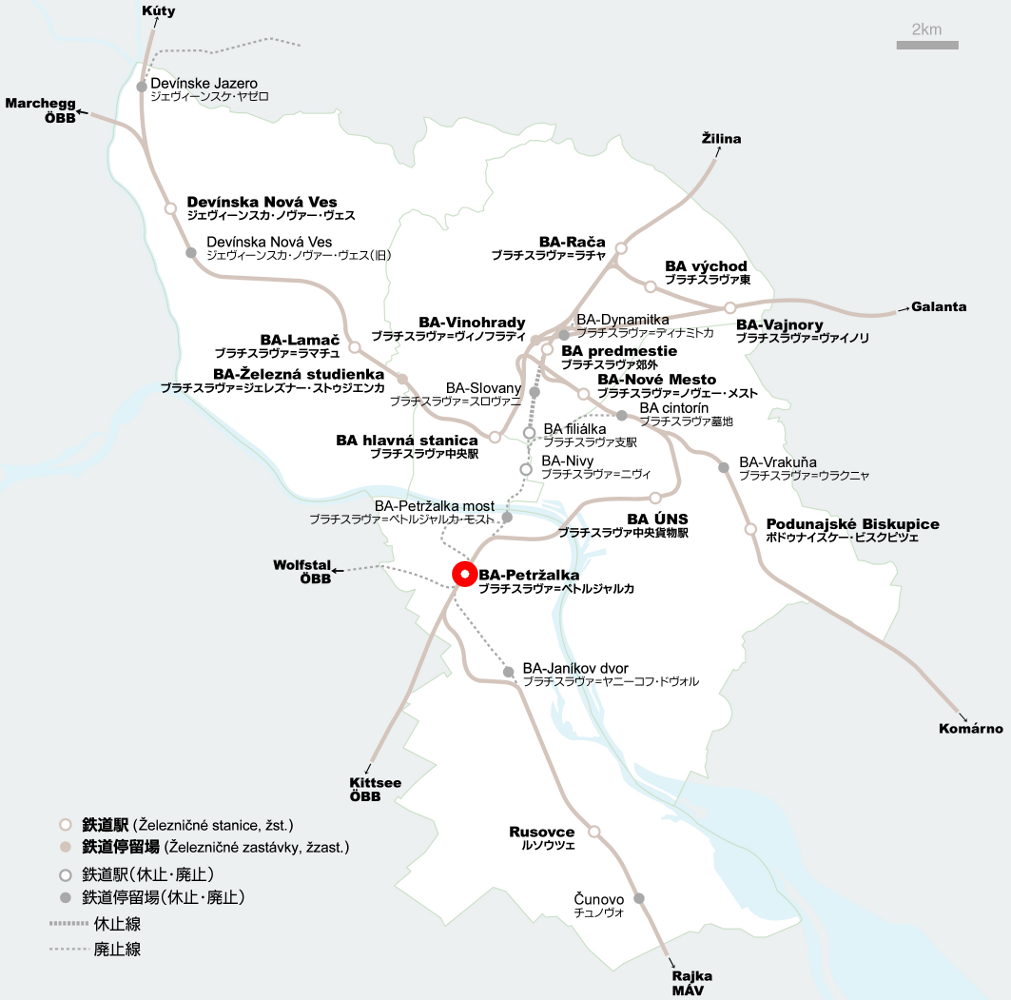
ブラチスラヴァ＝ペトルジャルカ鉄道駅の位置

オーストリア国境に接するブラチスラヴァ5区ペトルジャルカ街区のコプチアンスカ通りに面する。ドナウ川対岸の旧市街区とは、ブラチスラヴァ交通企業（DPB, Dopravný podnik Bratislava）の路線バスのほか、自転車・歩行者専用道のペトルジャルカ遊歩道（Petržalské korzo）で結ばれている。電化方式は駅舎に面したオーストリア方面の1番ホーム（Nástupište 1）がオーストリアの交流15kV16.7Hz、ハンガリー方面の2番ホーム（Nástupište 2）が南部スロバキアおよびハンガリーの交流25kV50Hzで、構内に電気セクションが設けられている。駅の南西部は工業団地で、かつてのプレスブルク鉄道線の一部が各工場につながる非電化貨物専用線となって残っている。

## 歴史
旧ブラチスラヴァ＝ノヴェー・メスト鉄道駅（1962年ブラチスラヴァ＝ニヴィ鉄道駅に改称、1985年廃止。現・旧市街区シティー・ビジネス・センター・ブラチスラヴァ）を起点とし、道路鉄道併設橋のフランツ・ヨーゼフ橋（現・旧橋、Starý most）を経てハンガリーのヘジェシャロム（Hegyeshalom）でブダペスト方面の東部鉄道に接続するブラチスラヴァ-ヘジェシャロム鉄道の駅として1897年に開業した。
1914年にはウィーン市内の市電網とブラチスラヴァ市内の市電網に乗り入れる延長69キロの電化新線（プレスブルク鉄道、ドイツ語:Pressburger Bahn / ブラチスラヴァ-ウィーン間市電線、スロバキア語:Električková trať Bratislava – Viedeň）のブラチスラヴァ側のターミナル駅となり、さらに1921年にはウィーン方面の東部鉄道に直結するパルンドルフ-ブラチスラヴァ支線の終点駅となった。しかし第二次世界大戦では、占領ドイツ軍による鉄道施設破壊とオーストリア国境の「鉄のカーテン」化で、1945年にプレスブルク鉄道ヴォルフスタール-ペトルジャルカ間とパルンドルフ-ブラチスラヴァ支線キッツエー-ペトルジャルカ間が放棄遮断されたためウィーンへのターミナル機能を失い、戦後は工業団地に隣接する小駅となった。
民主化後の1990年5月、駅構内の改良工事とパルンドルフ-ブラチスラヴァ支線のオーストリア国境区間の復旧工事が始まり、1998年12月15日にキッツエー-ペトルジャルカ間が全線開通しオーストリアとの直通列車が復活した。2001年には複合商業施設を備えた新駅舎が完成。2005年以降、ペトルジャルカ-ウィーン南間のローカル急行列車(REX)始発駅となり、オーストリア連邦鉄道の4024系タレント電車が日中毎時1往復運行している。また駅前再開発ビル「ヴィエンナ・ゲート」（Vienna Gate、2008年完成）など周辺の再開発も進んでいる。

## 駅構造

### ホーム
1番ホーム、2番ホームからなる2面5線の地上駅。1番ホームは駅舎に面している単式ホームで、8号線と切欠きホームの10号線からなる。2番ホームは島式ホームで、5号線と9号線、および切欠きホームの7号線からなる。
| ホーム | のりば | 路線                                     | 方向   | 行先                     | 備考                                     |
| ------ | ------ | ---------------------------------------- | ------ | ------------------------ | ---------------------------------------- |
| 1      | 8      | ブラチスラヴァ - キッツェー - ヴィーン線 | 南方向 | ウィーン・ショプロン方面 | 快速・普通（平日早朝の一部、休日の午前） |
| 1      | 10     | ブラチスラヴァ - キッツェー - ヴィーン線 | 南方向 | ウィーン・ショプロン方面 | 快速（平日の大部分、休日の午後）         |
| 2      | 5      |                                          |        |                          | （列車発着無し。北・東方向に発着可能）   |
| 2      | 7      |                                          |        |                          | （列車発着無し。北方向に発着可能）       |
| 2      | 9      |                                          |        |                          | （列車発着無し。北・東方向に発着可能）   |

### ダイヤ
平日は1時間に1本、休日は2時間に1本、ウィーン経由ドイチュクロイツ行の快速列車が発車する。

## 駅周辺
ブラチスラヴァの、ペトルジャルカ地区に位置する。市の中心街からは約3km離れている。

## 接続バス路線

### 駅西口
ペトルジャルカ地区内のバスが主に発車する。
駅舎前乗り場
99系統：ユングマン通り経由 オヴシシチェ行
80系統：アインシュタイン通り、旧市街経由 コラーロヴォ広場行
ヴィエンナ・ゲート前乗り場
99系統：ロマノフ通り・ルーチャンカ経由 アントルスカー行
80系統：コプチャニ行
80系統：ウーデルニーツカ・クーパリスコ方面
ヴィエンナ・ゲート横、ウーデルニーツカ通り
N80系統：ウーデルニーツカ・クーパリスコ行　※深夜バス
Pneubox前乗り場
N80系統：ロマノフ通り・オヴシシチェ経由 本駅行　※深夜バス

### 駅東口
旧市街・本駅方面や、ルソヴツェ方面の中距離バスが発車する。
駅出口横乗り場
59系統：スモレン通り・ルーチャンカ経由 アントルスカー行
93系統：スモレン通り・ルーチャンカ経由 ヴィシェフラド通り、ペトルジャルカ車庫行
N93系統：スモレン通り・ヴィシェフラド通り経由 ヤソフ通り行
94系統：スモレン通り経由 ホリーチスカ行
91系統：ルソヴツェ経由 チュノヴォ行
191系統：ルソヴツェ行
チェコスロバキア商業銀行リース前乗り場
59系統：直行 ナ・パントフ、ユラヨフ広場車庫行
93,N93系統：直行、旧市街経由 本駅行
94系統：直行、旧市街経由 ブルメンタール行
91,191系統：直行 SNP橋行

## 将来
プレスブルク鉄道ペトルジャルカ-ヴォルフスタール間の跡地を利用し、ウィーン空港駅からブラチスラヴァ＝ペトルジャルカ鉄道駅を経てブラチスラヴァ空港までの新線を建設し直通列車で結ぶ民間レベルの構想があるが実現していない。欧州委員会の欧州横断交通網構想（Trans-European Transport Networks）では、将来の欧州高速鉄道網におけるスロバキアのターミナル駅として位置づけられている。

## 隣の駅
スロバキア国鉄
ブラチスラヴァ - キッツェー - ヴィーン線
快速
キッツェー駅 - ペトルジャルカ駅
普通
キッツェー駅 - ペトルジャルカ駅

## その他
ペトルジャルカ駅からは、ウィーン方面・ブダペスト方面・ブラチスラヴァ本駅方面の３方向に路線が伸びている。しかし、ブダペスト方面は2008年以降、ブラチスラヴァ本駅方面は2011年以降定期列車が運行されていないため、ペトルジャルカ駅を発着する定期列車は全てウィーン方面の始発・終着列車である。また、ウィーン方面の列車は、次駅のキッツェーが既にオーストリアで、その後オーストリアとハンガリーの駅にしか停まらない。そのため、発着する定期列車の全てが国際列車なのに加え、スロバキア国内の他駅へ乗換無しで行けないという珍しい駅である。